# Albin Plank
Albin Plank (ibland listad som Alwin Plank), född 4 mars 1931 i Hohenems i Vorarlberg, död den 5 april 2019 i Hüttau, var en österrikisk backhoppare och backhoppstränare. Han representerade SC Bischofshofen.

## Karriär
Albin Plank började figurera på resultatlistorna redan 1949. Han deltog i tysk-österrikiska backhopparveckan från första säsongen 1953 och till säsongen 1960/1961. Säsongen 1954/1955 blev Plank nummer 11 i första deltävlingen, i Oberstdorf. Sedan blev han nummer 9 i nyårstävlingen i Garmisch-Partenkirchen, nummer 7 i deltävlingen i Innsbruck och nummer 8 i avslutningstävlingen i Bischofshofen. Sammanlagt blev han nummer 6. Tävlingen vanns av Hemmo Silvennoinen från Finland före Eino Kirjonen och Aulis Kallakorpi som säkrade en finländsk trippel. Finländarna var framgångsrika med sin nya aerodynamiska stil där armarna sträcktes bakåt längs sidan av kroppen i stället för att armarna hölls framför kroppen.
Säsongen 1959/1960 i backhopparveckan var Planks bästa. Han blev nummer två i öppningstävlingen i Oberstdorf och nummer 7 i nyårstävlingen. Efter en tredjeplats i Innsbruck, vann han avslutningstävlingen i Bischofshofen. Han blev nummer två sammanlagt, endast 3,3 poäng efter segrande Max Bolkart från Västtyskland. 
Plank deltog i Skid-VM 1954 i Falun i Sverige. Där blev han nummer 47. Han föll i andra omgången. Plank deltog också i olympiska spelen 1960 i Squaw Valley i USA. Plank blev nummer 14, 20,5 poäng efter segrande Helmut Recknagel från Tyskland och 12,7 poäng från en olympisk medalj.
Andra höjdpunkter i Albin Planks backhoppningskarriär var seger i Kongsberg Cup i Cortina i Italien 1960 och silvermedalj i österrikiska mästerskapen samma år. Plank blev "järnvägs-europamästare" i backhoppning 1958 i Zakopane i Polen och 1961 i Rovaniemi i Finland. Han vann arbetarsportsförbundets (tyska: Arbeitsgemeinschaft für Sport und Körperkultur in Österreich) ASKÖ:s nationella mästerskap 1951, 1957 och 1961. 
Albin Plank föll i Innsbruck 29 december 1961 och bröt nyckelbenet. Han kom aldrig tillbaka som backhoppare.

## Senare karriär
Plank var efter avslutad aktiv idrottskarriär tränare för det schweiziska backhoppningslandslaget och sedan tränare för österrikiska juniorlandslaget. Han har också varit verksam vid järnvägen och som revisor. 